# 那奇他甲背
那奇他甲背（なかたこうはい、生年不詳 – 顕宗天皇3年（487年））は、日本書紀に登場する人物。欽明天皇条にみえる那干陀甲背（なかんだこうはい）、那奇陀甲背（なかだこうはい）は、那奇他甲背と同一人物とされる。

## 概要
日本書紀の顕宗天皇3年の記事によると、任那の左魯・那奇他甲背は、三韓の王になろうとした紀生磐宿禰（きのおいわのすくね）を支えたが失敗に終わり、百済により殺されたという。

## 系譜
欽明天皇条で、那干陀甲背または那奇陀甲背は、安羅の日本府（やまとのみこともち）・河内直（こうちのあたい）、移那斯（えなし）、麻都（まつ）の先祖とされる。
森公章や濱田耕策は、任那の那奇他甲背を祖とし、加猟直岐甲背鷹奇岐弥（森公章や濱田耕策は加猟直岐甲背と鷹奇岐弥を同一人物と推察している）を子であると推定し、河内直は加猟直岐甲背と倭婦の間に、移那斯、麻都は加猟直岐甲背と百済婦あるいは加羅婦との間にそれぞれ生まれた人物であるとした。
なお、『日本書紀』巻第29によると、681年（天武天皇10年4月）に河内直県（かわちのあたいあがた）が「連」の姓を与えられていることから、朝鮮と関連する河内直の一族と、『新撰姓氏録』「河内国諸蕃」に「河内連　出自百済国都慕王男陰太貴首王也」とあり、百済系の帰化人であるとされている河内連とを同一氏族、あるいは関連した氏族であるとする説も存在する。